# Absorptionsbillede
Et absorptionsbillede er et digitalt billede af atomskyer. Dette gøres ved hjælp af en laserstråle og giver mulighed for at måle den optiske tæthed. 
Absorptionsbilleder er af særlig stor betydning i de eksperimentelle undersøgelser af Bose-Einstein-kondensater, da det vha. absoroptionsbilledet er muligt at se, hvordan atomerne i atomskyen fordeler sig.
| Fysik | Spire Denne artikel om fysik er en spire som bør udbygges. Du er velkommen til at hjælpe Wikipedia ved at udvide den. |